# Bunderhee
Bunderhee (Plattdeutsch: Bunnerhee) ist eine Ortschaft im ostfriesischen Rheiderland zwischen den Orten Bunde und Ditzumerverlaat. Bunderhee gehört zur Gemeinde Bunde.

## Landschaft
Bunderhee gehört zur Marsch und liegt auf Poldergebiet und Teilflächen des Hammrichs im Rheiderland. Diese zwei Gebiete wurden früher durch einen Deich getrennt. Als dieser durch Vorverlagerung der Deichlinie nicht mehr benötigt wurde, trug man ihn ab und ersetzte ihn durch die Deichstraße.

## Kultur und Geschichte
Der Ort ist bekannt für das Steinhaus Bunderhee, ein mittelalterliches Speicher- und Wehrgebäude, das um 1400 errichtet wurde und Häuptlingssitz war. Damit ist es eines der ältesten Gebäude Ostfrieslands überhaupt und zeigt etwas über die Geschichte des Rheiderlandes und insbesondere über Bunderhee. Von 1978 bis 2002 war das Steinhaus Sitz der Norddeutschen Orgelakademie unter Leitung von Harald Vogel. In den Jahren 2010–2011 wurde es saniert.
An das Gelände des Steinhauses grenzt die historische Gartenanlage Tammen an, ein „Slingertuin“ aus der Zeit um 1900 im Stil englischer Landschaftsgärten.

Impressionen
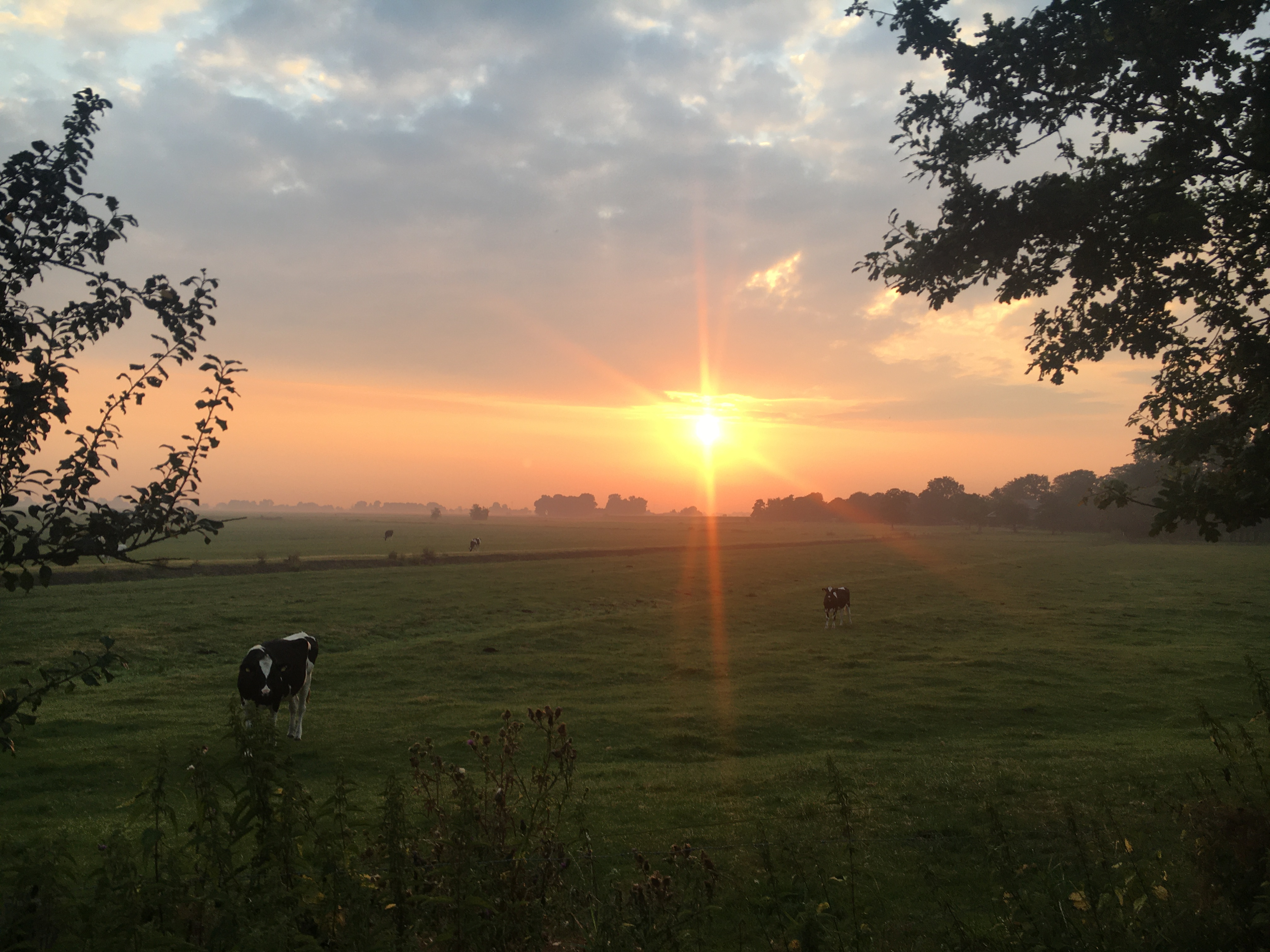
Sonnenaufgang in Bunderhee
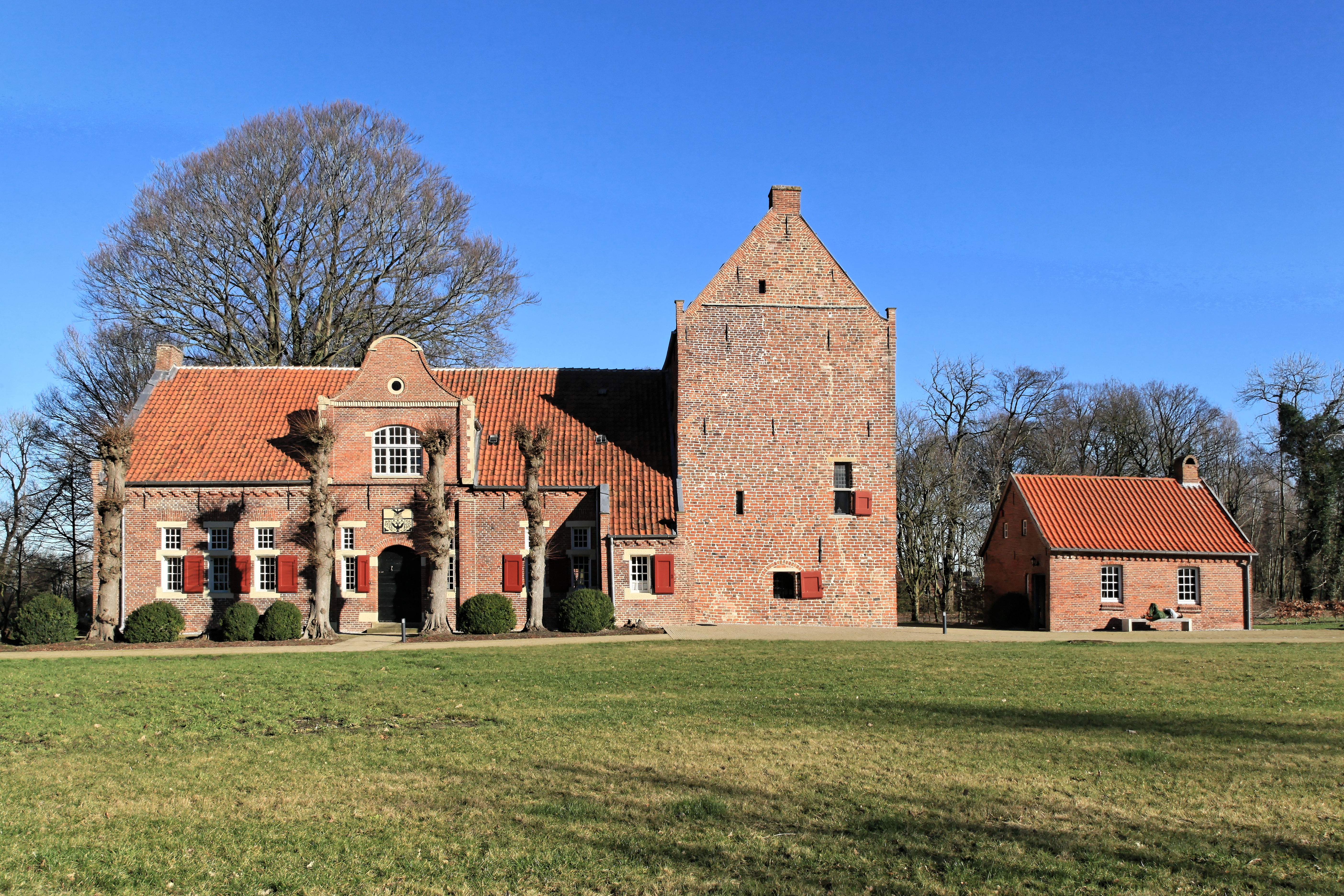
Blick auf Südseite des Steinhauses
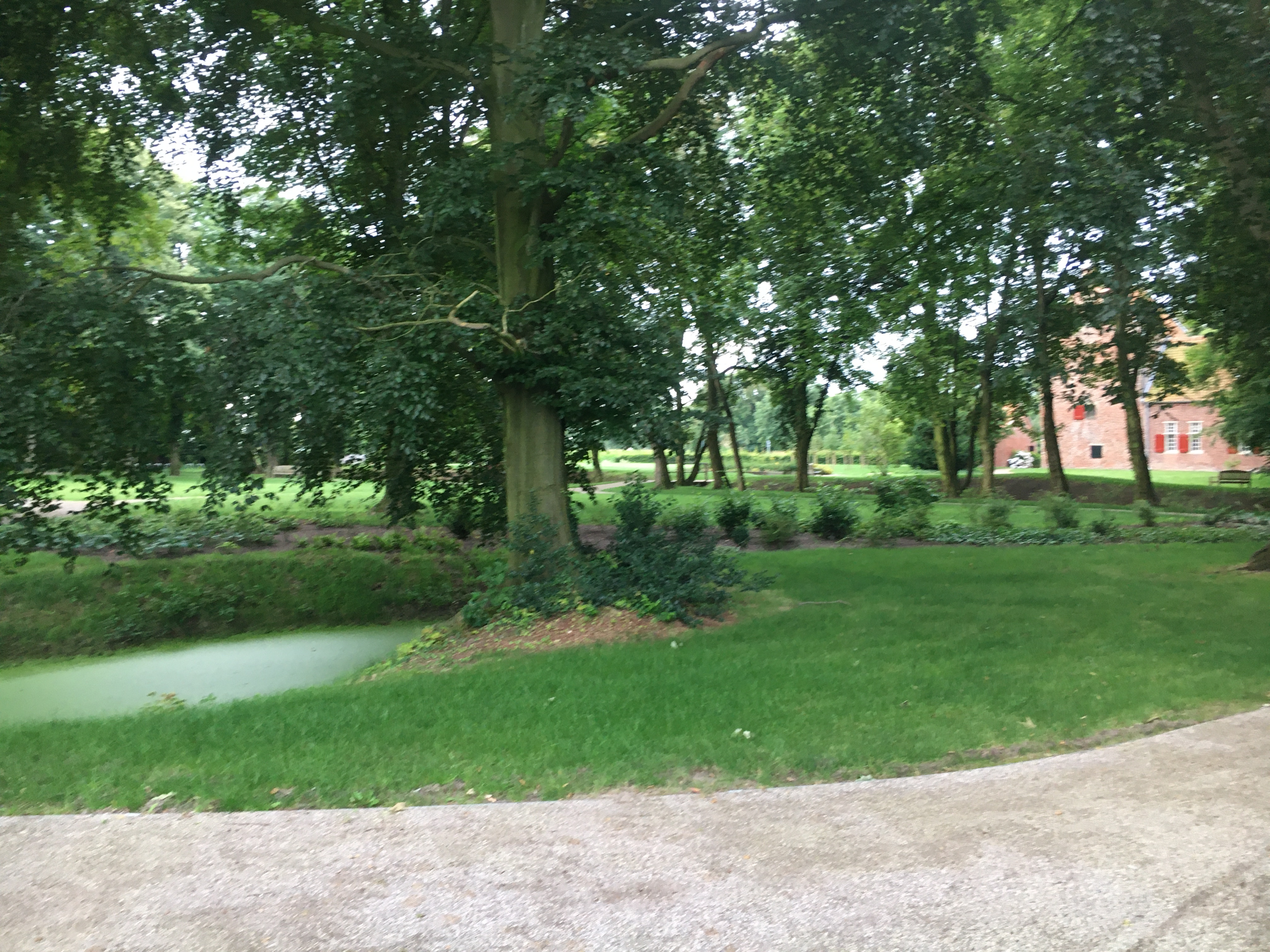
Historischer Garten Tammen mit Blick auf das Steinhaus
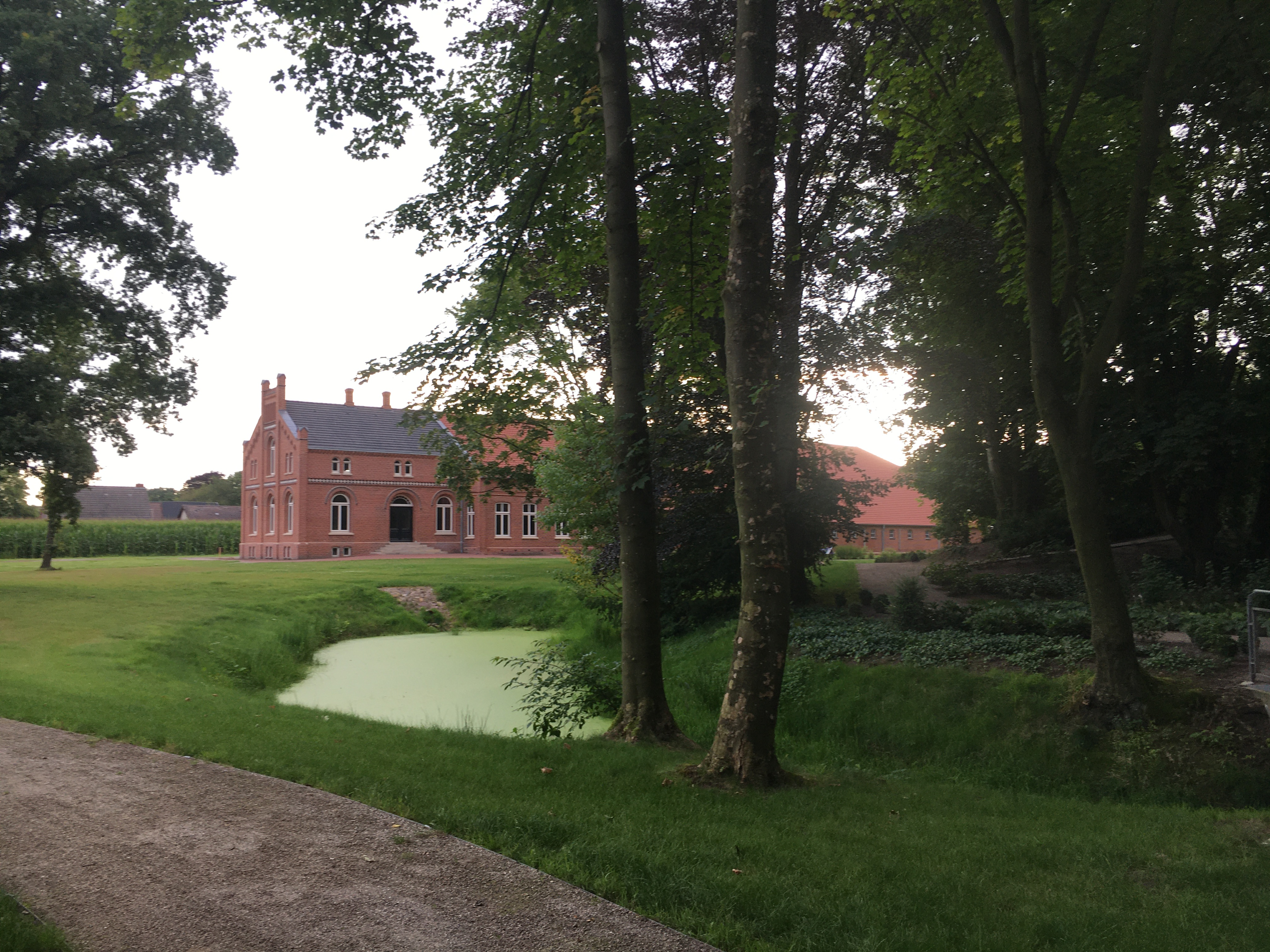
Historischer Garten Tammen mit Blick auf das repräsentative Herrenhaus
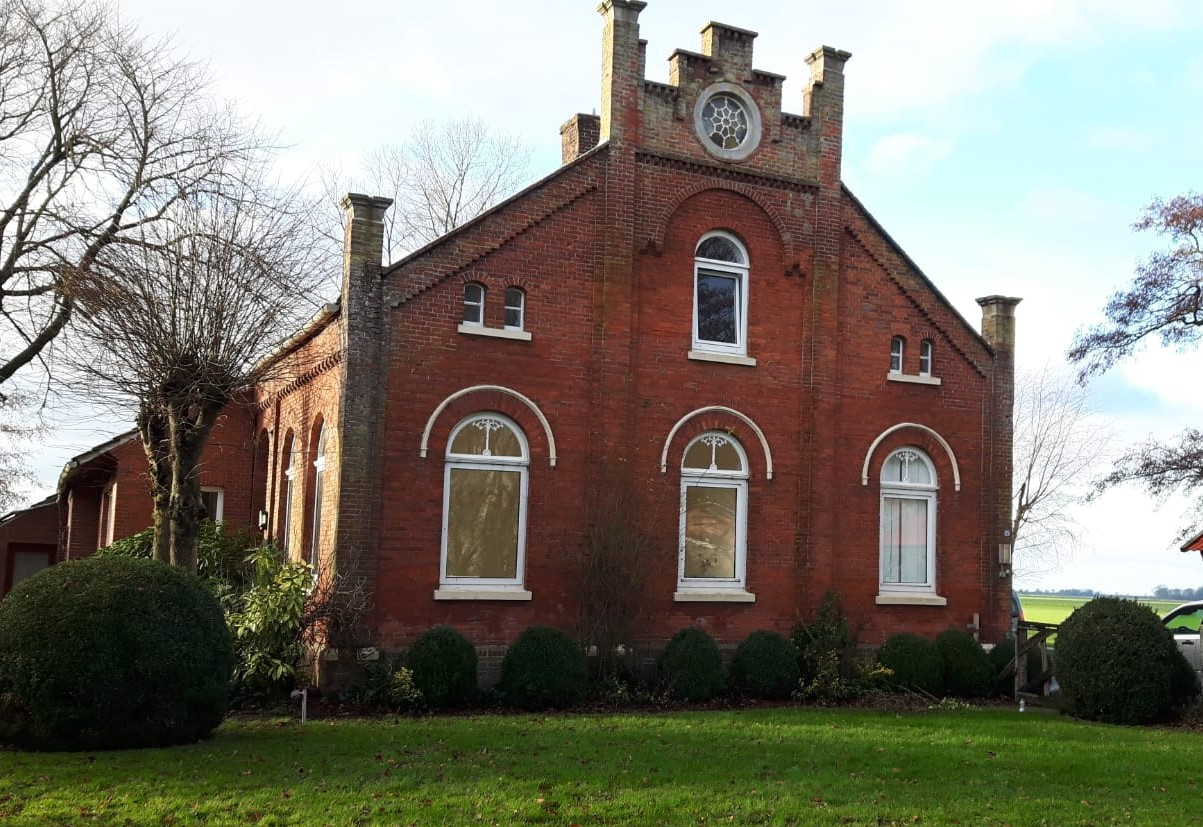
Eines der vielen denkmalgeschützten Gulfhäuser

## Söhne und Töchter des Ortes
- Jacques Groeneveld (1892 – 1983), Politiker (NSDAP)
- Johanne Modder (* 1960), Politikerin (SPD), seit 2013 Fraktionsvorsitzende der SPD im Niedersächsischen Landtag